# Olșanske
Olșanske (în ucraineană Ольшанське) este o așezare de tip urban din raionul Mîkolaiiv, regiunea Mîkolaiiv, Ucraina. În afara localității principale, mai cuprinde și satele Sapetnea și Ternuvate.

## Demografie
Componența lingvistică a așezării de tip urban Olșanske
     Ucraineană (73,65%)
     Rusă (25,68%)
     Alte limbi (0,34%)
Conform recensământului din 2001, majoritatea populației așezării de tip urban Olșanske era vorbitoare de ucraineană (73,65%), existând în minoritate și vorbitori de rusă (25,68%).